# Charles-Amédée-Philippe van Loo
Charles-Amédée-Philippe van Loo (Rivoli, 25 agosto 1719 – Parigi, 15 novembre 1795) è stato un pittore francese di origini olandesi, ritrattista e pittore di scene allegoriche.
Egli studiò presso il proprio padre, il pittore Jean-Baptiste van Loo, a Torino e a Roma, dove nel 1738 vinse il Prix de Rome, recandosi quindi ad Aix-en-Provence, prima di tornare definitivamente a Parigi nel 1745. Venne invitato a divenire membro dell'Académie royale de peinture et de sculpture nel 1747, e quello stesso anno sposò la cugina Marie-Marguerite Lebrun, figlia del celebre pittore Michel Lebrun (morto nel 1753).
Tra le sue opere, di rilievo si ricorda il ritratto della Zarina Elisabetta di Russia.
Fu il maestro del pittore Jean-Baptiste Deshays.
Tra gli altri suoi fratelli, anche François (1708–1732) e Louis-Michel (1707–1771) furono pittori.